# Daily News
Daily News (The New York Daily News) jsou americké denní noviny sídlící v New Yorku. V srpnu 2017 byly devátým nejčtenějším deníkem ve Spojených státech. Byly založeny v roce 1919 vydavatelem Joseph Medill Pattersonem, jako Illustrated Daily News. Již desetkrát získaly Pulitzerovu cenu. Od 4. září 2017 jsou ve vlastnictví amerického vydavatelského domu Tronc, který je pořídil za 1 americký dolar a s převzetím plnění všech běžících závazků.
Ve své době měly nezanedbatelné místo v historii fotožurnalistiky za svůj přínos v publikování obrazových zpráv.

## Majitelé
- Joseph Medill Patterson
- Tribune Company
- Robert Maxwell
- Mort Zuckerman

## Galerie

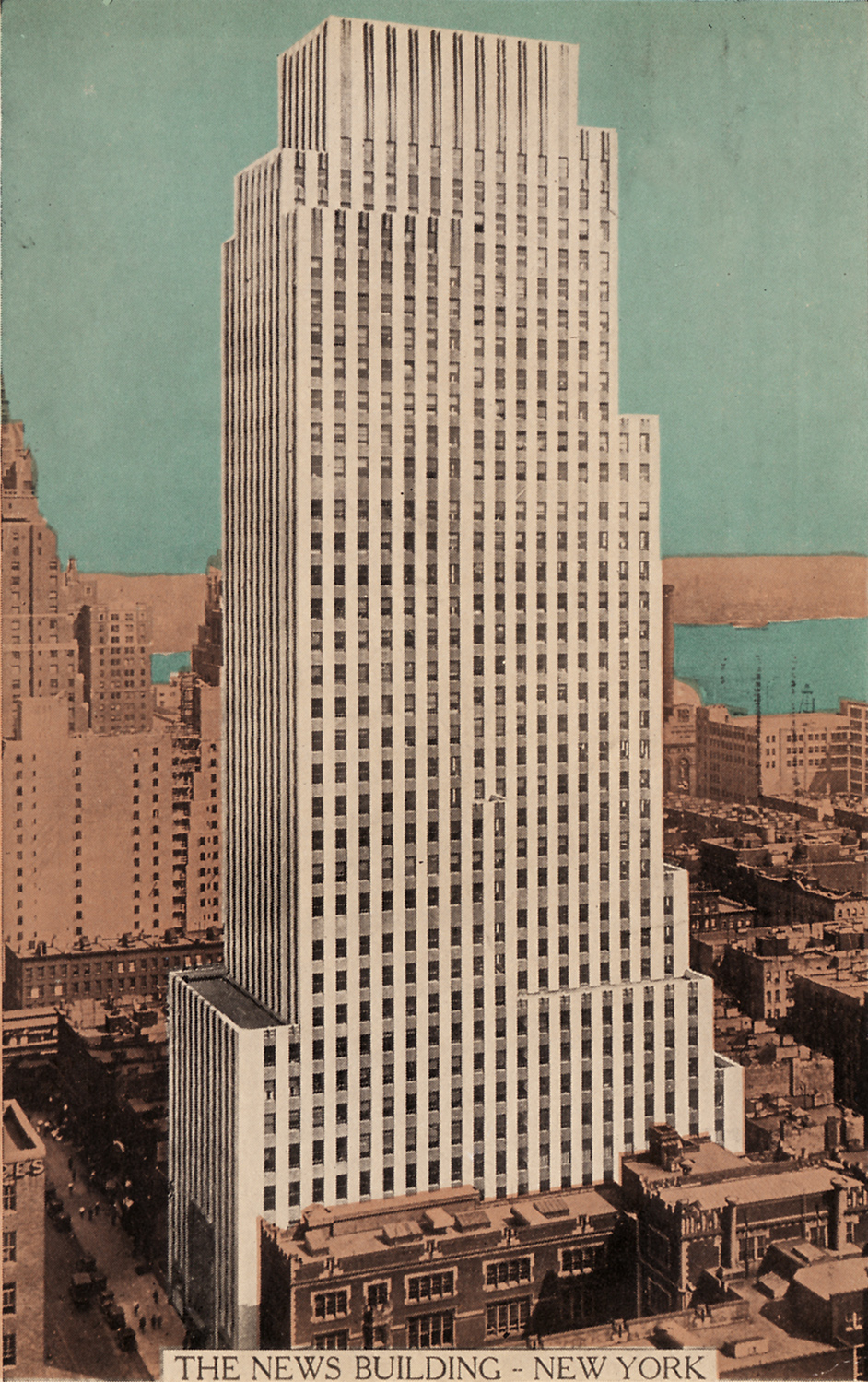
Budova Daily News v roce 1941